# Выследить человека
«Выследить человека» (англ. Hunt the Man Down) — фильм нуар режиссёра Джорджа Арчейнбода, премьера которого состоялась в 1950 году.
Фильм рассказывает об адвокате Поле Беннетте (Гиг Янг), который берётся за защиту Ричарда Кинкейда (Джеймс Андерсон), который 12 лет назад был обвинён в убийстве, однако сбежал из здания суда. Теперь Ричард пойман снова, и адвокат должен срочно разыскать семерых свидетелей по тому делу, чтобы найти улики, доказывающие невиновность его подзащитного. После того, как одного свидетеля убивают, а на другого совершается покушение, Пол окончательно убеждается, что истинный убийца всё ещё на свободе.
После выхода на экраны этот скромный фильм категории В прошёл достаточно незамеченным, однако современные критики дают ему в целом позитивную оценку, особенно выделяя качество сценария и постановочной работы.

## Сюжет
В калифорнийском городке Салинас вечером после закрытия кафе «Хэппис» официантка Сэлли Кларк (Линн Робертс) пересчитывает дневную выручку, а уборщик Билл Х. Джексон (Джеймс Андерсон) наводит порядок в зале. Сэлли знает, что Билл прекрасно играет на пианино и просит его наиграть одну из популярных мелодий, на что тот нехотя соглашается. Затем, когда Билл выходит в подсобку, в кафе появляется мужчина с оружием в руке, который нападает на Сэлли и требует выдать ему всю дневную выручку. В этот момент появляется Билл, который набрасывается на грабителя. Между ними начинается драка за оружие, которая приводит к выстрелу, в результате которого грабитель умирает. Об этом событии пишут в прессе, и, несмотря на возражения Билла, в газеты попадает его фото. В офисе окружного прокурора по газетной фотографии Билла вскоре опознают как Ричарда Кинкейда, человека, который 12 лет назад был обвинён в убийстве Дэна Брайана, однако сбежал из здания суда, и с тех пор о нём ничего не было известно. Ричарда задерживают и передают дело в суд. Так как у него нет средств, чтобы нанять адвоката, суд назначает Ричарду общественного защитника Пола Беннетта (Гиг Янг). Для ознакомления с делом и подготовки к процессу судья даёт Полу семь дней. Во время первой встречи с Полом Ричард категорически заявляет, что не виновен, после чего рассказывает о событиях 1938 года, которые привели к его обвинению в убийстве:
Однажды вечером он зашёл в бар, где познакомился с весёлой компанией, которая вскоре пригласила его домой на продолжение вечеринки. В компанию входили три пары — хозяева квартиры, красавец и симпатяга Керри Макгуайер (Джон Келлогг) с женой Элис (Мэри Андерсон), две неженатые пары — молодой предприниматель Уолтер Лонг (Джеральд Мор) с Ролин Вуд (Карла Баленда) и бывший спортсмен, а ныне младший управляющий в крупной фирме Бёрнелл «Брик» Эпплби (Уиллард Паркер) с сексуальной Пэт Шелдон (Клео Мур). Сначала Ричард немного поиграл для новых друзей на пианино, а затем начались танцы. Все разбились на пары, осталась одна Джоан Брайан (Кристи Палмер), которую пригласил потанцевать Ричард, не подозревая, что она замужем. Некоторое время спустя на вечеринку пришёл её муж Дэн Брайан (Роберт Кавендиш), который сразу стал вести себя враждебно по отношению к Ричарду. Примерно через час Ричард собрался домой, и пошёл в спальную комнату, чтобы забрать свой плащ и шляпу. Вслед за ним в спальню зашёл пьяный Дэн, который ранее уже стал подозревать свою жену в измене. Решив, что она изменяет ему именно с Ричардом, Дэн достал пистолет, однако Ричард выхватил оружие из его рук и бросил в сторону кровати. Дэн попытался затеять драку, однако подоспевшие к этому времени остальные гости разняли мужчин. Ричард не на шутку разозлился и в сердцах бросил, что убил бы Дэна, если бы не его друзья. Той же ночью у себя дома Джоан проснулась от громкого звука. Зайдя в спальню мужа, она увидела, что тот убит выстрелом в сердце. Окно в его спальню было распахнуто, в комнате нашли пистолет Дэна, на котором были его отпечатки и отпечатки Ричарда, и следствие сразу исключило версию самоубийства. У Ричарда не было алиби, так как, по его словам, он всю ночь гулял по городу. В ходе допросов семерых участников вечеринки, выяснилось лишь, что Ричарда никто из них ранее не знал, Дэн очень ревновал свою жену, пистолета на вечеринке никто не заметил, зато многие запомнили, как Ричард угрожал Дэну. Следствие быстро передало дело в суд, и все были уверены, что Ричарда признают виновным и вынесут смертельный приговор. Перед началом очередного заседания охраннику, который вёл Ричарда по пустынному коридору суда, неожиданно стало плохо, и он потерял сознание. Воспользовавшись ситуацией, Ричард достал из кармана охранника ключи от наручников, отстегнулся и сбежал. После этого в течение двенадцати лет Ричард скитался по стране, перебиваясь от одной работы до следующей, пока не попал в поле зрения полиции после инцидента в кафе «Хэппис».
Выслушав Ричарда, Пол обещает своему клиенту переговорить с окружным прокурором о смене статьи, по которой его обвиняют. К Ричарду приходит на свидание Сэлли. В этот момент появляется Пол, сообщая, что прокурор собирается выдвинуть обвинение в убийстве, однако готов заключить сделку, при которой Ричард отсидит несколько лет, после чего выйдет из тюрьмы по условно-досрочному освобождению. В противном случае ему грозит обвинение в убийстве первой степени, по которому его наверняка признают виновным и приговорят либо к пожизненному заключению, либо к смертной казни. Несмотря на уговоры Сэлли, которая готова его ждать, Ричард считает, что в жизни ему больше нечего терять, кроме своей чести. Он отказывается от сделки со следствием и просит Пола передать, что не признаёт себя виновным. Пол понимает, что в таком случае ему срочно нужно найти улики, которые опровергли бы позицию обвинения, и, прежде всего, надо заново опросить всех семерых свидетелей, нынешнее местонахождение которых ещё предстоит определить. Адвокат обращается за помощью к своему отцу Уоллесу Беннетту (Гарри Шэннон), полицейскому с 30-летним стажем, который потерял руку, после чего вышел в отставку и теперь работает автомехаником.
Из всех свидетелей им удаётся быстро установить адрес только Бёрнелла Эпплби, который был подающим надежды молодым менеджером, а теперь работает в городке Лонг-Бич в магазине переплётчиком книг. По сути дела он ничего не может добавить, однако сообщает, что расстался с Пэт Шелдон после того, как в 1940 году ушёл в армию, где был ранен и ослеп. Она ему не писала, а по возвращении домой несколько лет спустя от её отца Бёрнелл узнал, что Пэт умерла от пневмонии. Так как других адресов у Пола нет, он вместе с отцом направляется по барам и бильярдным, надеясь выяснить что-либо у тамошних завсегдатаев. Наконец, в одной из бильярдных Пол находит своего бывшего подзащитного, который узнаёт на одной из фотографий Керри Макуайра и даёт его адрес. Дверь в его запущенную квартиру открывает Мари (Айрис Эдриан), девушка, с которой Керри живёт. Сам Керри валяется пьяным на кровати, и нормально поговорить с ним невозможно. Однако Полу всё-таки удаётся выяснить, что его бывшая жена Элис работает в одном из городских театров. После ухода Пола и Уоллеса, Керри вдруг встаёт с кровати и звонит местному гангстеру Пэкки Коллинзу (Пол Фриз), договариваясь с ним о встрече. Тем временем Пол обходит все кастинговые агентства города, наконец, один из агентов узнаёт Элис по фотографии, говоря, что, кажется, она работает в кукольном театре. Действительно, после спектакля в одном из театров Пол находит Элис в мастерской, где она изготавливает куклы. Элис рассказывает, что любила и по-прежнему любит Керри, однако не смогла с ним жить, потому что у него постоянно возникали связи на стороне, и, кроме того, он начал сильно пить. В конце концов, восемь лет назад у неё был тяжёлый нервный срыв и она оказалась в клинике, после чего решила начать новую жизнь. Она ушла от мужа, сменила имя на Пегги Линден и устроилась на новую работу. Когда Пол спрашивает, не было ли у Керри романа с Джоан, и мог ли Керри незаметно выйти из дома в ночь убийства, Пегги начинает заметно нервничать. Затем она сообщает, что всего через год после убийства мужа Джоан вышла замуж за Уолтера Лонга, после чего они переехали в другой город. Пегги обещает сообщить Полу их новый адрес, который записан у неё дома.
Тем временем Уоллес направляется на поиски Керри, которого находит пьющим в местном баре. Уоллес выводит его на улицу, чтобы отвезти домой, замечая, что за ними следят двое подозрительных мужчин. Когда они отъезжают на машине, начинается погоня, и когда машина преследователей догоняет их, один из мужчин достаёт пистолет и начинает стрелять, убивая Керри. Ответным огнём Уоллес попадает в водителя, после чего машина преследователей теряет управление, переворачивается, и оба мужчины гибнут в катастрофе. Пол в больнице навещает отца, у которого небольшая травма головы. Пол сообщает, что полиция опознала преследователей как людей Коллинза, однако отец считает, что Коллинз не будет связываться с таким людьми, как Керри. Пол приезжает к Коллинзу, однако тот отрицает какое-либо знакомство с Дэном или Керри, и заявляет, что появился в городе только в 1943 году. В этот момент Полу прямо в кабинет Коллинза звонит Пегги, собираясь сообщить адрес Лонгов. Однако, она ещё не успевает ничего сказать, когда в её квартиру кто-то пытается ворваться. Услышав в телефонную трубку лишь её крики, Пол немедленно вызывает к ней полицию и едет сам. Полиция спугнула налётчиков, и Элис осталась жива. Пол забирает у неё адрес и едет в Дель Монте к Лонгам, которые живут в богатом особняке с бассейном. После того, как Джоан утверждает, что ей нечего добавить к старым показаниям, Пол спрашивает, не было ли у неё романа с Керри, и не шантажировал ли он её в этой связи. Джоан всё отрицает, заявляя, что видела Керри последний раз 8-9 лет назад, после чего Пол сообщает, что Керри был убит, а на Элис было совершено покушение. Приходит Уолтер, который утверждает, что он не был помолвлен с Ролин, и что при Дэне у него с Джоан не было никакого романа, после чего Пол уезжает. За два дня до начала слушаний в суде Пол получает письмо от Ролин Вуд с её стихами и зашифрованным обратным адресом, выясняя, что она живёт в Тусоне. Пол прилетает в Тусон к Ролин, однако хозяева дома не пускают его для разговора. В итоге Полу силой приходится преодолеть их сопротивление и поговорить с Ролин. Выясняется, что она психически не здорова, и хозяева дома являются её опекунами. Ролин, которая была близка с Пэт и на момент убийства Дэна жила с ней в одной квартире, предлагает спросить об этом Пэт, не веря в то, что та умерла.
На суд прибывают все участники той вечеринки, кроме Пэт и Ролин, при этом каждый фактически повторяет свои прежние показания. После очередного заседания Бёрнел просит Пола отвезти его на кладбище, чтобы возложить цветы на могилу Пэт. Там Пол видит, что никакой могилы Пэт нет, а Бёрнел, не зная об этом, возлагает цветы на могилу совсем другого человека. Узнав, что у Пэт жив отец, Пол приезжает к нему, выясняя, что на самом деле Пэт жива. Просто в своё время он не хотел разбивать сердце раненому ветерану известиями о том, что Пэт бросила его и вышла замуж за Коллинза. В последний день судебных слушаний Пол вызывает Пэт в качестве свидетельницы. Поначалу она отрицает, что после ухода Бёрнела в армию у неё был роман с Керри, однако Пол доказывает, что они слишком часто виделись для обычных знакомых. Далее Пол утверждает, в своё время у неё был роман и с Дэном, и примерно за 2 месяца до свадьбы на Джоан они даже подавали заявление о вступлении в брак. Однако они так и не поженились, после чего, как утверждает Пол, Пэт возненавидела Дэна. Затем адвокат предполагает, что Керри пытался шантажировать Пэт чем-то, что узнал о её прошлом, и в результате она подослала к нему убийц. Затем она попыталась убить и Элис, предполагая, что пьяный Керри мог разболтать ей об отношениях Пэт и Дэна. Далее Пол возвращается к обстоятельствам убийства Дэна Брайана, заявляя, что в ту ночь именно Пэт в перчатках незаметно подобрала пистолет Дэна. Затем среди ночи пробралась в спальню к Дэну и застрелила его, после чего незаметно вернулась обратно. Пэт держится уверенно, зная, что свидетелей этого нет, кроме Ролин, которая всё знала, но не присутствует на процессе. Однако когда Ролин входит в зал, Пэт в испуге, что та сейчас всё расскажет, сознаётся в убийстве Дэна. После этого выясняется, что Ролин по-прежнему психически больна, и Пол просто ловко обманул Пэт, организовав своевременное появление свидетельницы в зале. Ричарда освобождают в зале суда, и он обнимает преданную Сэлли, а Уоллес просит сына взять его на постоянную работу в качестве адвокатского детектива.

## В ролях
- Гиг Янг — Пол Беннетт
- Линн Робертс — Сэлли Кларк
- Мэри Андерсон — Эллис Макгуайр / Пегги Линден
- Уиллард Паркер — Бёрнел «Брик» Эпплби
- Карла Баленда — Ролин Вуд
- Джеральд Мор — Уолтер Лонг
- Джеймс Андерсон — Ричард Кинклейд / Уильям Х. Джексон
- Джон Келлогг — Керри «Лефти» Макгуйар
- Гарри Шэннон — Уоллес Беннетт
- Клео Мур — Пэт Шелдон
- Кристи Палмер — миссис Джоан Брайан

В титрах не указаны
- Айрис Эдриан — Мари
- Джеймс Сиэй — обвинитель
- Винс Барнетт — Джо

## Создатели фильма и исполнители главных ролей
Джордж Арчейнбод родился во Франции, но в 1915 году в 25-летнем возрасте перебрался в Америку, где в 1917 году дебютировал в качестве кинорежиссёра. За свою карьеру, завершившуюся в 1959 году, Арчейнбод поставил 128 фильмов, наиболее известные из которых криминальная комедия «Убийство в бассейне с пингвинами» (1932), хоррор-детектив «Тринадцать женщин» (1932), военный фильм «Потерянный эскадрон» (1932), драма «Окружной прокурор» (1932) и комедийный детектив «Убийство у школьной доски» (1934).
По словам историка кино Ричарда Харланда Смита, Гиг Янг начал карьеру с «исполнения ролей второго плана при таких голливудских звёздах, как Эррол Флинн, Джон Уэйн, Джон Гарфилд и Гленн Форд». Он, в частности, сыграл в мелодраме «Верная подруга» (1943), военном боевике «Военно-воздушные силы» (1943), фильме «Три мушкетёра» (1948), приключенческой мелодраме «Найти „Красную ведьму“» (1948) и вестерне «Жажда золота» (1949). К моменту создания фильма «Выследить человека» Янг, по словам историка кино Хэла Эриксона, «только начал укреплять свой прежде легковесный экранный образ, сыграв в этом фильме свою первую главную роль». В дальнейшем Янг дважды номинировался на «Оскар» за лучшие роли второго плана в фильмах «Налей ещё» (1951) и «Любимец учителя» (1958), а позднее завоевал «Оскар» за лучшую роль второго плана в фильме «Загнанных лошадей пристреливают, не правда ли?» (1970).
По словам Смита, актёр Гарри Шэннон был известен по роли отца главного героя в фильме «Гражданин Кейн» (1941), хотя до «Выследить человека» успел сыграть в таких памятных лентах, как «Оружие для найма» (1942), «Салливаны» (1944), «Леди из Шанхая» (1947) и «Чемпион» (1949).
Джеймс Андерсон позднее сыграл роль фанатика-расиста в драме «Убить пересмешника» (1962), а сексуальная блондинка Клео Мур более всего памятна по главным ролям в фильмах нуар Гуго Гааса, таким как «Странное увлечение» (1952), «Признание одной девушки» (1953), «Другая женщина» (1954), «Задержи завтрашний день» (1955) и «Наезд» (1957).
Это единственный фильм, в котором Джеймс Андерсон и Мэри Андерсон, которые были братом и сестрой, сыграли вместе.

## История создания фильма
Рабочими названиями фильма были «Общественный защитник» (англ. Public Defender) и «Семь свидетелей»(англ. Seven Witnesses).
По информации «Голливуд Репортер», в качестве режиссёра фильма планировался Ричард Флейшер. Смит также сообщает о том, что режиссёром должен был стать Ричард Флейшер, однако в итоге картину поставил Джордж Арчейнбод «в короткий промежуток времени между съёмками эпизодов телесериала „Одинокий рейнджер“ (1949—1950)».

## Оценка фильма критикой

### Общая оценка фильма
Современные историки кино оценили фильм в целом позитивно. В частности, Деннис Шварц назвал его «приятным фильмом нуар категории В» и «напряжённой криминальной драмой от начала и до конца». Хэл Эриксон описал его как «напряжённый плотный фильм», в котором, по словам Спенсера Селби «общественный защитник выслеживает семерых человек, которые были связаны с убийством 12-летней давности». Вместе с тем Майкл Кини оценил картину как «стандартный детектив с Андерсоном в роли подозреваемого, который сбежал после того, как его ошибочно обвинили в убийстве двенадцатилетней давности». По мнению киноведа, «хорошо сыгранный актёрами, но медленный, этот низкобюджетный фильм нуар не относится к числу лучших картин у Янга».

### Оценка режиссёра и творческой группы
По мнению рецензента TV Guide, «у фильма хороший сценарий, хорошая актёрская игра и постановка в точном экономичном стиле опытным незкобюджетным режиссёром Джорджем Арчейнбодом». Шварц также обращает внимание на «напряжённый сценарий ДеВаллона» и «сильную постановку Джорджа Арчейнбода».
По мнению Смита, «звёздной привлекательностью в этой картине обладает не столько игра Янга, сколько операторская работа Николаса Мусураки и улицы Лос-Анджелеса как таковые».

### Оценка актёрской игры
По мнению Шварца, «единственными заслуживающими внимания актёрами являются Гиг Янг в главной роли преданного делу общественного защитника Пола Беннетта и Клео Мур в роли сексуальной Пэт Шелдон, в небольшой роли ненадёжной свидетельницы в процессе об убийстве, которая выходит давать свидетельские показания в сногсшибательном наряде». Вместе с тем, «это не значит, что в фильме нет колоритных характерных актёров в меньших ролях, среди них Джеральд Мор, Пол Х. Фриз и Айрис Эдриан, у каждого из которых сложилась достойная карьера в фильмах категории В».
Хэл Эриксон называет весь «актёрский состав раем для поклонников кино, начиная от ведущих леди Линн Робертс и Карлы Баленды до значимых актёров второго плана Гарри Шэннона, Айрис Эдриан, Мэри Андерсон, Джеральда Мора, Клео Мур и Пола Фриза».